# Кровь и песок (фильм, 1989)
«Кровь и песо́к» (исп. Sangre y arena) — экранизация психологического романа Бласко Ибаньеса, написанного в 1908 году.

## Сюжет
Мелодрама о восхождении к славе красавца-матадора и роковой женщине его жизни, Доне Сол. Юный Хуан был одержим одной мечтой — стать знаменитым матадором. Следуя ритуалу, он сбросил одежду и сразился с лучшим быком из стада местной аристократки, сексуальной Доны Сол.
За это Хуана жестоко избили слуги Доны, а она не только выходила его, но и соблазнила, обучив всем прелестям любви. Но тем оскорбительнее были её насмешки и презрение к юноше. И поэтому, полный решимости стать матадором, Хуан покидает родные места. Его девушка Кармен обещает ждать.
Хуан овладевает всеми тонкостями искусства и становится лучшим. Но в день признания его мастером корриды Хуан снова встречает обольстительную и коварную Дону Сол, и между ними вновь разгорается страстный, но гибельный для красавца-матадора роман.